# C. Clement French
Charles Clement French (Philadelphia, 1901. október 24. – Pullman, 1988. március 6.) amerikai oktatási vezető, valamint a Washingtoni Állami Egyetem hatodik rektora.

## Élete
French 1901. október 24-én született a Pennsylvania állambeli Philadelphiában. Charles édesapja a New Jersey-i Henry Sailer French, édesanyja pedig a pennsylvaniai Gertrude Comly MacMillan. Clement vegyészmérnöki alapdiplomáját 1922-ben szerezte meg a Pennsylvaniai Egyetemen; eredményeinek elismeréséül a kiemelkedő mérnökhallgatókat gyűjtő Tau Beta Pi, illetve a Priestly Vegyésztársaság tagja lett. Charles alma materében továbbtanulva mesterfokozatú diplomáját 1923-ban kapta kézhez, majd 1927-ben doktori fokozatot szerzett fizikai kémia szakon; disszertációjának címe „The Effect of Neutral Salts on Catalytic Decompositions” („A semleges sók hatása a katalitikus bomlásokra”).
French 1925 végén feleségül vette Helen Augusta Blacket. Az 1902. január 15-én született Helen édesapja Arthur Proctor Black, édesanyja pedig Clara Belle Kiplinger. A házaspárnak egy fia és egy lánya született. Augusta 1976-ban hunyt el; mindkettejük sírja Pullmanben található.

## Munkássága
French 1930-ban a Pennsylvaniai Egyetem kémiaoktatója volt, majd 1936-tól 1949-ig a virginiai Lynchburgban található Randolph-Macon Női Főiskola dékánja volt. A Lynchburgban eltöltött ideje alatt Clement a helyi oktatást értékelő Déli Főiskolák és -Középiskolák Egyesületének Fejlesztési Bizottsága elnöke volt. A férfit 1947. január 13-án Bostonban a Felsőoktatási Dékánok Amerikai Konferenciájának vezetőjévé választották.
Charles 1949 januárjától 1950 augusztusáig a Blacksburgben található Virginiai Politechnikai Intézet és Állami Egyetem alelnöki posztját töltötte be; hivatásának lejártakor a Texas állambeli College Station városában fekvő Texasi A&M Egyetem dékánjává választották. 1952. február 24-én Clementet a Washingtoni Állami Főiskola igazgatótanácsa az intézmény hatodik rektorává nevezte ki. A főiskola neve 1959-ben, French pályafutása félidejénél Washingtoni Állami Egyetemre változott.
French visszavonulása után a WSU adminisztrációs épülete 1968-ban az ő nevét vette fel, továbbá a korábbi rektor kérésének megfelelve létrehozták a Helen B. és C. Clement French ösztöndíjat. Clement több egyetemtől is tiszteletbeli címet kapott: Whitworth Főiskola (Spokane), Csendes-óceáni Lutheránus Egyetem (Tacoma) és Pandzsábi Egyetem (Lahor).

## Fordítás
Ez a szócikk részben vagy egészben  a   C. Clement French című angol Wikipédia-szócikk ezen változatának fordításán alapul.  Az eredeti cikk szerkesztőit annak laptörténete sorolja fel. Ez a jelzés csupán a megfogalmazás eredetét és a szerzői jogokat jelzi, nem szolgál a cikkben szereplő információk forrásmegjelöléseként.